# ロワイヤリュー賞
ロワイヤリュー賞（ロワイヤリューしょう、仏: Prix de Royallieu）は、フランスギャロがパリロンシャン競馬場の芝2800メートルで施行する競馬のG1競走（国際競走）である。牝馬限定戦として凱旋門賞ウィークエンドにおいて凱旋門賞の前日に行なわれる。

## 概要
競走名となったロワイヤリューとは19世紀後半にフレデリック・ラグランジュ伯爵の育成牧場があったコンピエーニュ近郊にある森林地域に対する呼称のことである。
1897年に3歳以上の重賞競走として創設され、ロンシャン競馬場の芝3000メートルで10月下旬に施行された。1922年から距離を短縮したうえで3歳牝馬限定に変更となる。それ以降の変更は施行距離の小幅なものと1965年の古馬開放にとどまっている。長年パリロンシャン競馬場の秋開催に組み込まれており、1988年から凱旋門賞の前日に開催されることとなった。ヨーロッパにおけるステイヤー血統の維持を目的として、2019年からグループ1に昇格し距離も2800メートルに延長されている。
有名な勝ち馬としてはトリリオン (1977年) 、ダリヤカナ (2009年) 、アナプルナ (2019年) 、ワンダフルトゥナイト (2020年) 、ラヴィングドリーム (2021年) が挙げられる。

## 歴史
- 1897年 3歳以上の馬による重賞競走ロワイヤリュー賞として創設、ロンシャン競馬場の芝3000メートルで施行[2]。
- 1906年 10月にシャンティイ競馬場の芝3000メートルで開催。
- 1922年 出力条件を3歳牝馬に限定、施行距離を芝2600メートルに短縮[2]。
- 1939年 - 1940年 第二次世界大戦の影響により中止[4]。
- 1941年 - 1942年 ル・トランブレー競馬場（英語版）の芝2500メートルで代替開催[4]。
- 1943年 ロンシャン競馬場の芝2600メートルに戻る[4]。
- 1965年 出走条件を3歳以上に変更[2]。
- 1971年 グループ制導入に伴いG3に格付け[3]。
- 1972年 施行距離を芝2500メートルに短縮[3]。
- 1988年 施行時期を凱旋門賞の前日（原則10月第1週土曜日）に移行し、G2へ格上げ[3]。
- 2012年 賞金総額が13万ユーロから25万ユーロに増額。
- 2013年 1位入線のシャルネッタ (Chalnetta) が進路妨害により2着降着、被害馬だった2位入線のエビーザ (Ebiyza) が繰り上がり優勝[5]。
- 2016年 - 2017年
  - シャンティイ競馬場の芝2400メートルで代替開催[2]。
  - ザジュリエットローズ (The Juliet Rose) が連覇[3]。
- 2019年 G1に昇格し、施行距離も芝2500メートルから芝2800メートルに延長[2]。

## 歴代優勝馬

### ロワイヤリュー賞（1884年-1896年）
フランスギャロが創設年としている1897年より以前、フレデリック・ラグランジュ伯爵死去の翌年である1884年から同名の「ロワイヤリュー賞」という競走が5月末から6月初頭のロンシャン競馬場で開催されていた。この競走の距離は当初3,200メートルで1895年以降3,000メートル、3歳以上の獲得賞金が少ない（1893年までは5,000フラン未満、1894年以降は10,000フラン未満）馬が対象だった。
| 施行日        | 優勝馬         | 性齢 | タイム    | 勝利騎手                     | 管理調教師                   | 馬主                                 | 出典   |
| ------------- | -------------- | ---- | --------- | ---------------------------- | ---------------------------- | ------------------------------------ | ------ |
| 1884年5月29日 | Guillaume Tell | 牡4  |           | エドガー・ロルフ             |                              | ポール・オーモン                     | [ 6 ]  |
| 1885年6月4日  | Lavandière     | 牝3  |           | ジェイムズ・カーニー         |                              | モーリス・エフルッシ                 | [ 7 ]  |
| 1886年5月27日 | Messagère II   | 牝3  | 4'00"+3⁄5 | フレッド・ストー             |                              | A. Du Bos                            | [ 8 ]  |
| 1887年5月26日 | Brisolier      | 牡3  | 5'05"     | アーサー・エドワード・ドッジ |                              | ミシェル・エフルッシ                 | [ 9 ]  |
| 1888年5月31日 | Wolf           | 牡3  | 3'47"+2⁄5 | Madge                        |                              | Comte de Berteux                     | [ 10 ] |
| 1889年6月6日  | Prétendant     | 牡3  | 3'37"     | エドガー・ロルフ             |                              | フレッド・カーター                   | [ 11 ] |
| 1890年6月5日  | Istrie         | 牝4  | 3'45"+2⁄5 | トム・レーン                 | ジョージ・カニントン         | ミシェル・エフルッシ                 | [ 12 ] |
| 1891年5月28日 | Excellent      | 牡3  | 3'48"     | ウィリアム・チェスターマン   | トマス・リチャード・カーター | アンリ・デラマール                   | [ 13 ] |
| 1892年6月2日  | Chorège        | 牡3  | 3'46"+2⁄5 | ウィリアム・チェスターマン   | トマス・リチャード・カーター | アンリ・デラマール                   | [ 14 ] |
| 1893年6月1日  | Austral        | 牡4  | 3'52"     | リチャード・ハートレー       | Mitchell                     | ポール・オーモン                     | [ 15 ] |
| 1894年6月7日  | Mansour        | 牡3  | 3'46"+2⁄5 | ヘンリー・ブリッジランド     | ジョージ・ロセラ             | ロジェ・ド・クレルモン＝トネール伯爵 | [ 16 ] |
| 1895年5月30日 | Portugal       | 牡3  | 3'35"     | J. Watkins                   | G. Bartholomew               | ポール・オーモン                     | [ 17 ] |
| 1896年6月4日  | Allobroge      | 牡4  | 3'34"     | ジェイムズ・ドッド           | リチャード・カウント         | ジャック・ド・ブレモン               | [ 18 ] |

### ロワイヤリュー賞（1897年-1921年、出走条件3歳以上）
| 施行日         | 優勝馬            | 性齢     | タイム    | 勝利騎手                     | 管理調教師                     | 馬主                           | 出典   |
| -------------- | ----------------- | -------- | --------- | ---------------------------- | ------------------------------ | ------------------------------ | ------ |
| 1897年6月3日   | Espoir de Rouvres | 牡3      | 3'39"     | アーサー・エドワード・ドッジ | リチャード・カーター・ジュニア | de Salverte                    | [ 19 ] |
| 1898年5月26日  | Confédéré         | 牡4      | 3'35"+3⁄5 | Madge                        | ウィリー・カーター             | I. Wysocki                     | [ 20 ] |
| 1899年6月1日   | Cannes            | 牝3      | 3'29"     | ジェイムズ・ドッド           | J. Cole                        | D. Dorian                      | [ 21 ] |
| 1900年5月31日  | Cravan            | 牡4      | 3'37"     | ウィリアム・プラット         | ジェイムズ・クーパー・ワトソン | アルフォンス・ド・ロチルド男爵 | [ 22 ] |
| 1901年6月6日   | Ivanhoë           | 牡5      | 3'24"     | Brennan                      | Martin                         | J. Lieux                       | [ 23 ] |
| 1902年6月5日   | Duncan            | 牡3      | 3'33"+2⁄5 | アーチー・マッキンタイア     | ジョゼフ・デボン               | G. Braquessac                  | [ 24 ] |
| 1903年5月28日  | Shebdiz           | 牡3      | 3'21"     | ジェイ・ランシュ             | E. Flatman junior              | A. Merle                       | [ 25 ] |
| 1904年6月2日   | Eisa              | 牝3      | 3'30"     | Gaffney                      | ウォーレス・デイヴィス         | Pollak                         | [ 26 ] |
| 1905年6月1日   | Grand Duc         | 牡4      | 3'23"     | ジョン・リーフ               | リチャード・カーター・ジュニア | モーリス・カイヨー             | [ 27 ] |
| 1906年10月21日 | Campo Formio      | 牡3      | 3'18"+3⁄5 | ジョン・リーフ               | フレデリック・リンハム         | ジョアシャン・ミュラ公         | [ 28 ] |
| 1907年10月20日 | Mont Ménale       | 牡3      | 3'37"+2⁄5 | フランク・ハーディ           | ウィリアム・プラット           | ジャン・ステルン               | [ 29 ] |
| 1908年10月18日 | Val Suzon         | 牡3      | 3'24"     | J. Horan                     | ジョージ・カニントン・ジュニア | エドモン・ヴェイユ＝ピカール   | [ 30 ] |
| 1909年10月17日 | Chateldon         | 牡4      | 3'27"+3⁄5 | G. Bartholomew               | G. Bartholomew                 | ジャン・ジュベール             | [ 31 ] |
| 1910年10月23日 | Banco III         | 牡3      | 3'36"+2⁄5 | モーリス・バラ               | P. Pantall                     | D. Kélékian                    | [ 32 ] |
| 1911年10月22日 | Chauvin II        | 牡3      | 3'33"+2⁄5 | ジョン・リーフ               | イライジャ・カニントン         | ナポレオン・グールゴー男爵     | [ 33 ] |
| 1912年10月20日 | Yerres            | 牡3      | 3'28"+2⁄5 | ジョン・リーフ               | イライジャ・カニントン         | ナポレオン・グールゴー男爵     | [ 34 ] |
| 1913年10月19日 | Afgar             | 牡4      | 3'27"     | フランク・オニール           | A. Cutler junior               | ダニエル・ゲスティエ           | [ 35 ] |
| 1914年         | 開催中止          | 開催中止 | 開催中止  | 開催中止                     | 開催中止                       | 開催中止                       |        |
| 1915年         | 開催中止          | 開催中止 | 開催中止  | 開催中止                     | 開催中止                       | 開催中止                       |        |
| 1916年         | 開催中止          | 開催中止 | 開催中止  | 開催中止                     | 開催中止                       | 開催中止                       |        |
| 1917年         | 開催中止          | 開催中止 | 開催中止  | 開催中止                     | 開催中止                       | 開催中止                       |        |
| 1918年         | 開催中止          | 開催中止 | 開催中止  | 開催中止                     | 開催中止                       | 開催中止                       |        |
| 1919年10月19日 | Saint Hélier      | 牡3      | 3'30"     | G. Bartholomew               | G. Bartholomew                 | G. Bartholomew                 | [ 36 ] |
| 1920年10月17日 | Dancing Maid      | 牝4      | 3'34"     | ジョルジュ・ステルン         | フランク・プラット             | クセノフォン・バリ             | [ 37 ] |
| 1921年10月27日 | Derber            | 牡3      | 3'29"+4⁄5 | Hobbs                        | Urbain David                   | Raoul Bardac                   | [ 38 ] |

### ロワイヤリュー賞（1965年以降、出走条件3歳以上牝馬）
※1979年以降の優勝馬を記載する。
| 回  | 施行日         | 優勝馬            | 日本語読み             | 性齢 | タイム  | 勝利騎手                 | 管理調教師                     | 馬主                                                    | 出典   |
| --- | -------------- | ----------------- | ---------------------- | ---- | ------- | ------------------------ | ------------------------------ | ------------------------------------------------------- | ------ |
| 56  | 1979年10月14日 | Sealy             | シーリー               | 牝3  |         | フレディ・ヘッド         | クリスティアーヌ・ヘッド       | アレック・ヘッド                                        | [ 39 ] |
| 57  | 1980年10月12日 | Mariella          | マリエラ               | 牝3  |         | フィリップ・パケ         | フランソワ・ブータン           | ジェリー・オールダム                                    | [ 40 ] |
| 58  | 1981年10月11日 | Don't Sulk        | ドントサルク           | 牝3  |         | フィリップ・パケ         | フランソワ・ブータン           | スタブロス・ニアルコス                                  | [ 41 ] |
| 59  | 1982年10月10日 | Gipsy Road        | ジプシーロード         | 牝3  |         | キャッシュ・アスムッセン | フランソワ・ブータン           | ピーター・グランドリス                                  | [ 42 ] |
| 60  | 1983年10月9日  | High Hawk         | ハイホーク             | 牝3  |         | ウィリー・カーソン       | ジョン・ダンロップ             | ムハンマド・ビン・ラーシド・アール・マクトゥーム        | [ 43 ] |
| 61  | 1984年10月14日 | Euliya            | エウリーヤ             | 牝3  |         | イヴ・サンマルタン       | アラン・ド・ロワイエ＝デュプレ | アーガー・ハーン4世                                     | [ 44 ] |
| 62  | 1985年10月13日 | Mersey            | マージー               | 牝3  |         | エリック・ルグリ         | パトリック・ビアンコーヌ       | ダニエル・ウィルデンシュタイン                          | [ 45 ] |
| 63  | 1986年10月12日 | Sharaniya         | シャラニヤ             | 牝3  |         | イヴ・サンマルタン       | アラン・ド・ロワイエ＝デュプレ | アーガー・ハーン4世                                     | [ 46 ] |
| 64  | 1987年10月11日 | Her Highness      | ハーハイネス           | 牝3  |         | リチャード・ブライアード | ジョルジュ・ブリッジラン       | ジョルジュ・ブリッジラン                                | [ 47 ] |
| 65  | 1988年10月1日  | Summer Trip       | サマートリップ         | 牝3  |         | アルフレッド・ジベール   | ジョン・フェローズ             | ロビン・スカリー                                        | [ 48 ] |
| 66  | 1989年10月7日  | Passionaria       | パッショナリア         | 牝3  | 2:38.9  | キャッシュ・アスムッセン | ジョン・ハモンド               | D. M. Kendall                                           | [ 49 ] |
| 67  | 1990年10月6日  | Madame Dubois     | マダムデュボワ         | 牝3  | 2:42.6  | パット・エデリー         | ヘンリー・セシル               | Cliveden Stud                                           | [ 50 ] |
| 68  | 1991年10月5日  | Saganeca          | サガネカ               | 牝3  | 2:41.9  | ジェラルド・モッセ       | アントニオ・スパヌー           | A. Chevalier                                            | [ 51 ] |
| 69  | 1992年10月3日  | Fabulous Hostess  | ファビュラスホステス   | 牝4  | 2:53.8  | オリビエ・ドゥルーズ     | クリスティアーヌ・ヘッド       | ジャック・ヴェルテメール                                | [ 52 ] |
| 70  | 1993年10月2日  | Halesia           | アレジア               | 牝4  | 2:49.0  | ドミニク・ブフ           | エリー・ルルーシュ             | エンリケ・サラソラ                                      | [ 53 ] |
| 71  | 1994年10月1日  | Dalara            | ダララ                 | 牝3  | 2:42.2  | ジェラルド・モッセ       | アラン・ド・ロワイエ＝デュプレ | アーガー・ハーン4世                                     | [ 54 ] |
| 72  | 1995年9月30日  | Russian Snows     | ラシャンスノーズ       | 牝3  | 2:45.0  | マイケル・キネーン       | ジョン・オックス               | ムハンマド・ビン・ラーシド・アール・マクトゥーム        | [ 55 ] |
| 73  | 1996年10月5日  | Annaba            | アナバ                 | 牝3  | 2:43.2  | ランフランコ・デットーリ | ジョン・ゴスデン               | ムハンマド・ビン・ラーシド・アール・マクトゥーム        | [ 56 ] |
| 74  | 1997年10月4日  | Tulipa            | チューリパ             | 牝4  | 2:39.4  | ランフランコ・デットーリ | サイード・ビン・スルール       | ゴドルフィン                                            | [ 57 ] |
| 75  | 1998年10月3日  | Lexa              | レキサ                 | 牝4  | 2:44.8  | ドミニク・ブフ           | ヘレナ・ファン・ザウレン       | ティエリー・ファン・ザウレン男爵                        | [ 58 ] |
| 76  | 1999年10月2日  | Fairy Queen       | フェアリークイーン     | 牝3  | 3:03.8  | シルヴァン・ギヨ         | サイード・ビン・スルール       | ゴドルフィン                                            | [ 59 ] |
| 77  | 2000年9月30日  | Mouramara         | ムラマラ               | 牝3  | 2:37.5  | ジェラルド・モッセ       | ジョン・オックス               | アーガー・ハーン4世                                     | [ 60 ] |
| 78  | 2001年10月6日  | Moon Queen        | ムーンクイーン         | 牝3  | 2:49.3  | ランフランコ・デットーリ | ジャン＝クロード・ルジェ       | ジョゼフ・アレン                                        | [ 61 ] |
| 79  | 2002年10月5日  | Dance Routine     | ダンスルーティン       | 牝3  | 2:39.4  | クリストフ・スミヨン     | アンドレ・ファーブル           | ハーリド・ビン・アブドゥッラー                          | [ 62 ] |
| 80  | 2003年10月4日  | Moon Search       | ムーンサーチ           | 牝4  | 2:48.6  | クリストフ・スミヨン     | アンドレ・ファーブル           | ハーリド・ビン・アブドゥッラー                          | [ 63 ] |
| 81  | 2004年10月2日  | Samando           | サマンド               | 牝4  | 2:39.4  | ステファン・パスキエ     | フランソワ・ドゥーメン         | ハンス・ヴィルト                                        | [ 64 ] |
| 82  | 2005年10月1日  | Oiseau Rare       | ワゾーラール           | 牝3  | 2:40.3  | クリストフ・スミヨン     | アンドレ・ファーブル           | ベティ・ラガルデール                                    | [ 65 ] |
| 83  | 2006年9月30日  | Montare           | モンターレ             | 牝4  | 2:39.5  | オリビエ・ペリエ         | ジョナサン・ピース             | ジョージ・ストローブリッジ・ジュニア                    | [ 66 ] |
| 84  | 2007年10月6日  | Anna Pavlova      | アンナパヴロワ         | 牝4  | 2:41.3  | ランフランコ・デットーリ | リチャード・フェイヒー         | Galaxy Racing                                           | [ 67 ] |
| 85  | 2008年10月4日  | Balladeuse        | バラドゥーズ           | 牝3  | 2:38.3  | オリビエ・ペリエ         | アンドレ・ファーブル           | ヴェルテメール兄弟                                      | [ 68 ] |
| 86  | 2009年10月3日  | Daryakana         | ダリヤカナ             | 牝3  | 2:38.4  | ジェラルド・モッセ       | アラン・ド・ロワイエ＝デュプレ | アーガー・ハーン4世                                     | [ 69 ] |
| 87  | 2010年10月2日  | Maria Royal       | マリアロワイヤル       | 牝3  | 2:49.6  | ジェラルド・モッセ       | アラン・ド・ロワイエ＝デュプレ | Slim Chiboub                                            | [ 70 ] |
| 88  | 2011年10月1日  | Sea of Heartbreak | シーオブハートブレイク | 牝4  | 2:53.90 | オリビエ・ペリエ         | ロジャー・チャールトン         | D. G. Hardisty Bloodstock                               | [ 71 ] |
| 89  | 2012年10月6日  | Dalkala           | ダルカラ               | 牝3  | 2:57.04 | クリストフ・ルメール     | アラン・ド・ロワイエ＝デュプレ | アーガー・ハーン4世                                     | [ 72 ] |
| 90  | 2013年10月5日  | Ebiyza            | エビーザ               | 牝3  | 2:44.17 | クリストフ・ルメール     | アラン・ド・ロワイエ＝デュプレ | アーガー・ハーン4世                                     | [ 73 ] |
| 91  | 2014年10月4日  | Frine             | フリン                 | 牝4  | 2:37.29 | ジェラルド・モッセ       | カルロス・ラフォン＝パリアス   | アルブルケルケ公爵                                      | [ 74 ] |
| 92  | 2015年10月3日  | Candarliya        | カンダルリヤ           | 牝3  | 2:37.05 | クリストフ・スミヨン     | アラン・ド・ロワイエ＝デュプレ | アーガー・ハーン4世                                     | [ 75 ] |
| 93  | 2016年10月1日  | The Juliet Rose   | ザジュリエットローズ   | 牝3  | 2:31.14 | ステファン・パスキエ     | ニコラ・クレマン               | Mayfair Speculators Sarl & Equifrance Holdings          | [ 76 ] |
| 94  | 2017年9月30日  | The Juliet Rose   | ザジュリエットローズ   | 牝4  | 2:35.55 | ステファン・パスキエ     | ニコラ・クレマン               | Mayfair Speculators Sarl & Equifrance Holdings          | [ 77 ] |
| 95  | 2018年10月6日  | Princess Yaiza    | プリンセスヤイザ       | 牝3  | 2:43.87 | アンドレア・アッゼニ     | ギャヴィン・クロムウェル       | リンゼイ・ラローシュ                                    | [ 78 ] |
| 96  | 2019年10月5日  | Anapurna          | アナプルナ             | 牝3  | 3:10.98 | ランフランコ・デットーリ | ジョン・ゴスデン               | Helena Springfield Ltd                                  | [ 79 ] |
| 97  | 2020年10月3日  | Wonderful Tonight | ワンダフルトゥナイト   | 牝3  | 3:11.22 | トニー・ピッコーネ       | ダヴィッド・ムニュイジエ       | クリストファー・ライト                                  | [ 80 ] |
| 98  | 2021年10月2日  | Loving Dream      | ラヴィングドリーム     | 牝3  | 3:09.67 | ランフランコ・デットーリ | ジョン & タディ・ゴスデン      | Lordship Stud                                           | [ 81 ] |
| 99  | 2022年10月1日  | Sea La Rosa       | シーラローサ           | 牝4  | 3:13.76 | トム・マーカンド         | ウィリアム・ハガス             | Sunderland Holding Inc                                  | [ 82 ] |
| 100 | 2023年9月30日  | Sea Silk Road     | シーシルクロード       | 牝4  | 2:57.06 | オレリアン・ルメートル   | ウィリアム・ハガス             | Sunderland Holding Inc                                  | [ 83 ] |
| 101 | 2024年10月5日  | Grateful          | グレイトフル           | 牝3  | 3:03.43 | クリストフ・スミヨン     | エイダン・オブライエン         | Mrs John Magnier/Michael Tabor/Derrick Smith/Westerberg | [ 84 ] |

## 日本人騎手の成績
日本調教馬以外での調教成績
| 回数    | 施行日        | 騎乗馬名                              | 性齢 | 騎手名 | 管理調教師       | 頭数 | 着順 |
| ------- | ------------- | ------------------------------------- | ---- | ------ | ---------------- | ---- | ---- |
| 第71回  | 1994年10月1日 | Royal Ballerina（ロイヤルバレリーナ） | 牝4  | 武豊   | M.Kauntze        | 11頭 | 4着  |
| 第76回  | 1999年10月2日 | Moteck（モテック）                    | 牝4  | 武豊   | E.ルルーシュ     | 11頭 | 8着  |
| 第78回  | 2001年10月6日 | Beyond The Waves                      | 牝4  | 武豊   | J.ピース         | 9頭  | 8着  |
| 第99回  | 2022年10月1日 | Perotan                               | 牝3  | 武豊   | A.P.オブライエン | 10頭 | 6着  |
| 第101回 | 2024年10月5日 | Lily Hart                             | 牝3  | 武豊   | A.P.オブライエン | 15頭 | 11着 |

## 記録
- 最多優勝騎手 - 6勝
  - ジェラルド・モッセ （1991年、1994年、2000年、2009年、2010年、2014年）[3]
  - ランフランコ・デットーリ （1996年、1997年、2001年、2007年、2019年、2021年）[3]
- 最多勝調教師 - 8勝 アラン・ド・ロワイエ＝デュプレ（1984年、1986年、1994年、2009年、2010年、2012年、2013年、2015年）[3]